# Einar Agitador do Arco
Einar Agitador do Arco (em nórdico antigo: Einarr Þambarskelfir; em norueguês: Einar Tambarskjelve; aprox. 980 – aprox.1050) foi um influente nobre e político norueguês durante o século XI. Era o filho de Eindride, um fazendeiro rico e influente no centro político da Era Viquingue, Melhus. Era descendente dos condes de Lade, uma das famílias mais dominantes da política norueguesa da Era Viquingue. Apareceu tanto como um personagem de saga e na arena política na naval Batalha de Svolder em 1000, lutando no lado do derrotado Rei Olavo I da Noruega.